# Issoria valdensis
Issoria valdensis är en fjärilsart som beskrevs av Eugen Johann Christoph Esper 1800. Issoria valdensis ingår i släktet Issoria och familjen praktfjärilar. Inga underarter finns listade i Catalogue of Life.